# السفارة السعودية في واشنطن العاصمة
سفارة المملكة العربية السعودية في واشنطن (بالإنجليزية: Royal Embassy of Saudi Arabia in Washington, D.C.)‏. هي البعثة الدبلوماسية السعودية في الولايات المتحدة الأمريكية في العاصمة واشنطن، تقع السفارة في مدينة نورث ويست، بحي السفارات. ريما بنت بندر بن سلطان آل سعود هي سفيرة خادم الحرمين الشريفين في الولايات المتحدة منذ 23 فبراير 2019.

## قائمة السفراء الـسعوديين لدى واشنطن
| السفير          | الفترة          |
| --------------- | --------------- |
| أسعد الفقيه     | 1945 - 1954     |
| عبدالله الخيّال  | 1954 - 1964     |
| إبراهيم السويل  | 1964 - 1975     |
| علي رضا         | 1975 - 1979     |
| فيصل الحجيلان   | 1979 - 1983     |
| بندر بن سلطان   | 1983 - 2005     |
| تركي الفيصل     | 2005 - 2007     |
| عادل الجبير     | 2007 - 2015     |
| عبدالله بن فيصل | 2015 - 2017     |
| خالد بن سلمان   | 2017 - 2019     |
| ريما بنت بندر   | 2019 - حتى الآن |

## وصلات خارجية
- Official website فقط باللغة الإنجليزية
- wikimapia
- Embassy of Saudi Arabia- Washington, DC
- History of Saudi Arabia - U.S. relations